# Bujor-Hodaie
Bujor-Hodaie – wieś w Rumunii, w okręgu Marusza, w gminie Zau de Câmpie. W 2011 roku liczyła 65 mieszkańców.